# Furor teutonicus
Furor Teutonicus ('Furia teutónica') es una frase latina que se refiere a la proverbial bravura de los teutones o, más generalmente, de las tribus germánicas de la época del Imperio romano.
La expresión original se atribuye generalmente al poeta romano Marco Anneo Lucano, también conocido como Lucano, y aparece por primera vez en su obra Bellum civile/Farsalia. Lucano utiliza el término para describir lo que él cree que es la característica más sobresaliente de la tribu germánica de los teutones: una furia despiadada y loca en la batalla.
Los teutones chocaron con los ejércitos del Imperio romano en los Alpes orientales hacia el 113 antes de Cristo. Los romanos, bajo el mando del cónsul Papirio Carbo, trataron de atraer a la tribu hacia una trampa, pero subestimaron su potencial militar y perdieron la batalla de Noreya. Los romanos también perdieron la batalla de Arausio (105 a. C.) y otras menores, antes de poner a Cayo Mario a cargo de su defensa.
Los teutones fueron derrotados en 102 a. C., pero otras tribus germánicas continuaron siendo una preocupación para el Imperio romano hasta su conquista y destrucción por mercenarios germánicos bajo el mando del jefe germánico Odoacro. Un ejército romano fue derrotado en la batalla del bosque de Teutoburgo, con la completa aniquilación de tres legiones romanas (entre 20 000 y 30 000 hombres), seguido por una campaña de represalias romanas.